# Rivière du Plessis
La rivière du Plessis est un cours d'eau de Basse-Terre en Guadeloupe prenant source dans le parc national de la Guadeloupe et se jetant dans la mer des Caraïbes. C'est dans son cours que furent découverts en 1886 de nombreux pétroglyphes amérindiens qui furent tous classés à partir de 2013 aux Monuments historiques sous l'intitulé « Roches gravées de la rivière du Plessis ».

## Géographie

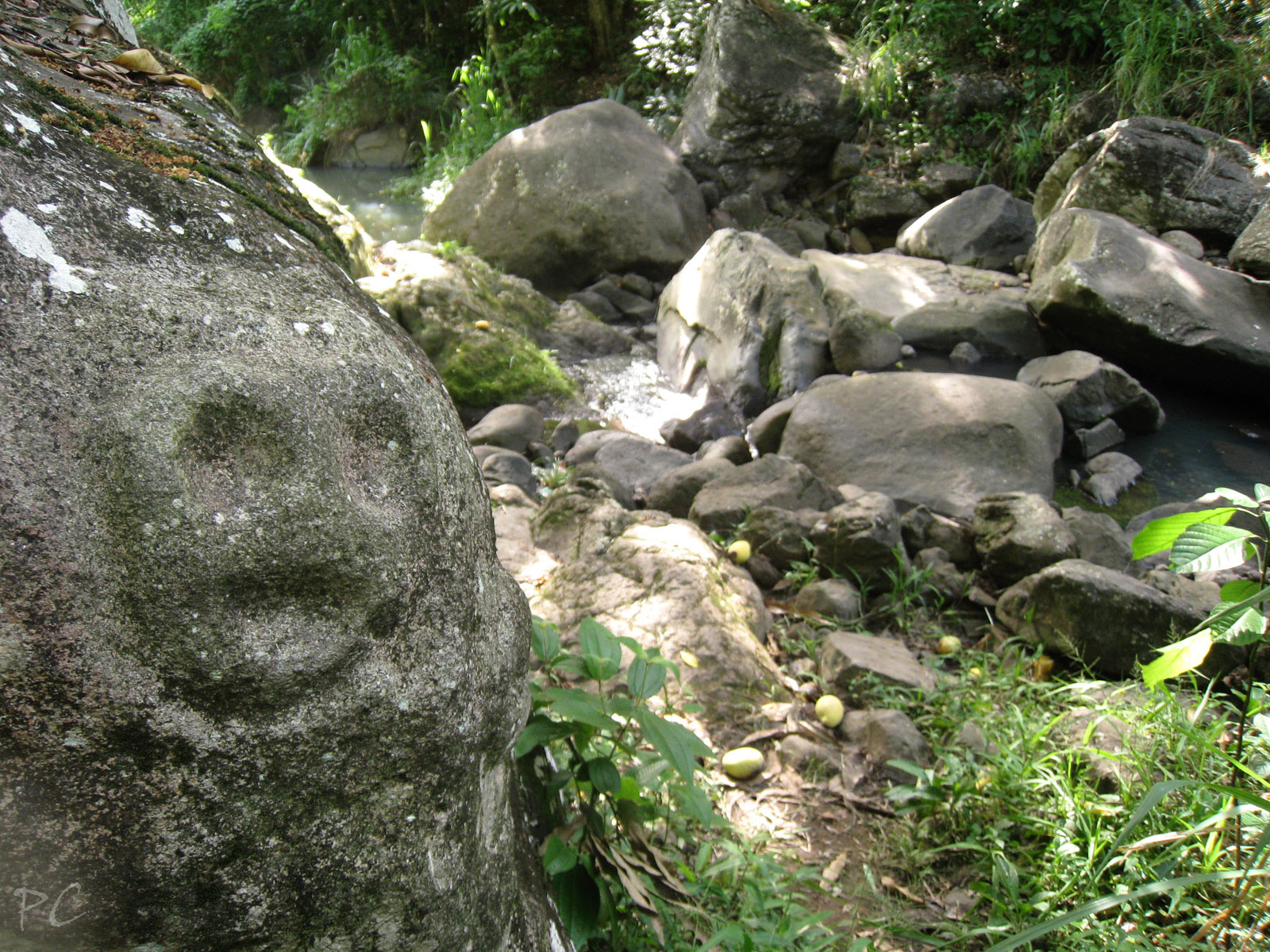
Les pétroglyphes amérindiens dans le lit de la rivière.

Longue de 8,8 km, la rivière du Plessis prend sa source sur la crête des Icaques sur le territoire de la commune de Vieux-Habitants. Elle est rapidement alimentée par la confluence de plusieurs ravines situées à proximité – dont la Ravine Sèche –, franchit le saut de la cascade Kalinago et forme, sur quasiment l'intégralité de son cours, la limite entre les territoires de la commune de Baillif et ceux de Vieux-Habitants pour se jeter dans la mer des Caraïbes dans l'Anse à Colas.